# István Bilek
István Bilek (* 11. August 1932 in Budapest; † 20. März 2010) war ein ungarischer Schach-Großmeister und Schachpublizist.

## Leben und Laufbahn als Schachspieler
István Bilek gewann 1962, 1964 und 1970 die ungarische Landesmeisterschaft. 1958 erhielt er von der FIDE den Titel eines Internationalen Meisters und 1962 den eines Großmeisters.
Man sagte ihm nach, dass er nicht mit der letzten Konsequenz spielte und zudem leicht in Zeitnot geriet.
Dennoch konnte er durchaus Erfolge vorweisen. So belegte er 1964 beim Zonenturnier in Kecskemét einen geteilten 2. Platz und gewann zum Jahreswechsel 1964/65 auch das Turnier von Reggio nell’Emilia.
Mit der ungarischen Mannschaft wurde er 1966 bei der Schacholympiade in Havanna Dritter (3. Brett), 1970 in Siegen Zweiter (3. Brett) sowie 1972 in Skopje ebenfalls Zweiter (2. Brett). In Skopje gelang ihm auch ein beachtlicher Sieg über Viktor Kortschnoi. Insgesamt spielte er von 1958 bis 1974 ununterbrochen neunmal für Ungarn bei Schacholympiaden, wobei er 1962 (am 3. Brett) und 1972 Silber sowie 1966 Bronze in der Einzelwertung errang.
Außerdem nahm er mit Ungarn an den Endrunden der Mannschaftseuropameisterschaften 1961, 1965, 1970 und 1973 teil, wobei er 1970 den zweiten Platz, 1961, 1965 und 1973 jeweils den dritten Platz erreichte. Vereinsschach spielte er für Honvéd Budapest, zuletzt in der Saison 2001/02.
Bilek engagierte sich auch für den Vater der erfolgreichen Polgar-Schwestern. Der ungarische Schachverband wollte László Polgár für verrückt erklären lassen und seine Töchter in ein Heim einweisen. Bilek verhinderte das.

## Bücher
- Gyõzelmünk a sakkolimpián, Unser Sieg bei der Schacholympiade, 1979, ISBN 963-253-367-4.
- Versenyfutás az aranyérmekért, Rennen um die goldene Medaille, 1980.
- Örökös sakkban, Im ewigen Schach, 1987, ISBN 963-09-4543-6.
- Magyar sakktörténet 3., Ungarische Schachgeschichte 3., 1989.
- Barcza Gedeon, 1990.